# DVD-VR
DVD-VR（DVD Video Recording Format、DVDビデオレコーディング規格）とはDVD-R、DVD-RW、DVD-RAMなどの書き込み型DVD専用のアプリケーションフォーマットの一つである。主にパッケージビデオソフトなどの販売・レンタル用の再生専用DVDに採用されているDVD-Video規格と同様にDVDフォーラムが定めた規格であるが、それとは異なる互換性のないフォーマットである。家電分野では、一般的に「VRモード」（「DVD-VR」あるいは「DVD-VRF」）として記述される。

## 特徴
本来はDVD-RAMに映像を記録する論理フォーマットとして誕生したもので、DVDフォーラムが策定した書き込み型DVDに対するアプリケーションフォーマットの一つである。論理的な構造は読み取り専用型DVDのために策定されたDVD-Videoフォーマット規格が基になっており、基本的な部分はDVD-Videoフォーマットを継承している。レコーダー（録画機）のほとんどはDVD-VideoフォーマットだけではなくDVD-VRフォーマットによるDVDへの記録も可能になっているため、それぞれのフォーマットの特徴（後述を参照）を考慮して両モードを使い分ける必要がある。

### DVD-Videoより優れている点
- 録画した映像を自由に分割・結合・カットしたり[3]、順番を入れ替るなどの編集ができる。
- 利用できる解像度がDVD-Videoフォーマットで限定されている解像度に加えて、更に他の中間解像度（横480×縦480ピクセル・横544×縦480ピクセルなどその他）でも許容されている。
- DVD-Videoでは16:9ワイド映像のスクイーズ記録はD1解像度のみであったが、DVD-VRでは他の解像度との組み合わせでも利用可能になった。
- 音声が2chの場合、同一音声トラック（技術的にはこのトラックを音声ストリームと定義する）内のチャンネルの選択切換によるモノラル音声選択再生が可能になった。

DVD-VRによる録画機能を搭載しているDVDレコーダーでは、二ヶ国語放送（副音声付放送/二重音声放送）の録画は、放送番組をリアルタイムで視聴している時と同様に音声の選択切り替えが可能な状態（デュアルチャンネル）で記録している。そのため近年多いプロ野球中継の副音声解説なども残すことが可能。
- デジタルテレビ放送では殆どの場合、著作権保護の観点からコピー制御情報（コピー・ワンス、ダビング10などを参照の事）が付加されて放送されている[5]。この情報が付加された放送番組を記録するには、必ずCPRM (Content Protection for Recordable Media) と呼ばれる著作権保護技術に対応したメディアが必要である。DVDメディアにおいては、DVD-VRモードでしかCPRMへの対応が認められていない。
  - コピー制御情報が付加されたものをDVDに記録する条件は「メディアがVRモードで、かつCPRMに対応していることが必要である」という説明をしばしば見かけるが本来はCPRMにさえ対応していればどんなメディアでも記録可能であり、VRモードである必要はない。ただしDVDにおいてはCPRMへの記録はVRモードにしか認められていないため、結果的にCPRMに対応しているDVDメディアは必ずVRモードにも対応していることになる[6]。
- DVD-RAM (VR) にはファイナライズの概念は導入されていないが、DVD-RW (VR) やDVD-R (VR) にはDVD-Videoモードの場合と同様にファイナライズの概念が適用されている。ただしDVD-Videoフォーマットを使用した場合とは異なり、一般的にはファイナライズ処理は必須にはなっていない[7]。

### DVD-Videoと比較したデメリット
- DVD-Videoとは異なるフォーマットであり、規格の策定もDVD-Videoフォーマットよりも後発であったため、当初は標準的なDVDプレーヤーでは再生できないという互換性の問題があった[8]。しかし、後に、機器に搭載するディスクドライブに多種類のディスク規格に同時に対応したものが増え、それによりVRモードにも標準対応したDVDプレーヤーが増えていった。（例：PlayStation 2など）
  - 再生機器によってはCPRMに対応していないためデジタル放送を録画したディスクが再生できない機種もあり、注意が必要である[9]。
- 音声ストリーム数、副映像ストリーム数、記録するデジタルデータのビットレート上限値などの数値規格がDVD-Videoより若干低い（詳細な比較については、DVD-Video、DVD-VRそれぞれの規格表を参照）。

### その他の相違点
- メニュー機能に関して
  - DVD-Videoモードではメニューのプログラム自体をデータとしてディスクのアプリケーションに組み込む方法を採っているが、DVD-VRモードの場合はアプリケーションとして収納したプログラムの数値データを組み込むだけでそれをどのようにメニュー表示するのかは再生機側の機能に依存させる方法を採っている。そのため、格納する数値データの種類もDVD-Videoモードに比べて自由度が大きい（プログラムの説明文やサムネイルのデータなど）。

- ファイルシステム
  - メディアのファイルシステムとしては、UDF 2.0を採用。

## 規格仕様
ビデオ用フォーマットの規格としては基本的にはDVD-Videoの規格仕様にほぼ近いものであるが、若干異なっている。以下にその仕様を整理する。
- 解像度
  - NTSC
    - Full D1:720×480
    - Cropped Full D1:704×480
    - 3/4 D1:544×480
    - 2/3 D1:480×480
    - Half D1:352×480
    - SIF:352×240（MPEG-1専用）

  - PAL
    - Full D1:720×576
    - Cropped Full D1:704×576
    - 3/4 D1:544×576
    - 2/3 D1:480×576
    - Half D1:352×576
    - SIF:352×288（MPEG-1専用）
- 多重化ストリーム
  - 符号化方式:MPEG-2プログラムストリーム
  - 最大多重化レート:8Mbps
- 映像ストリーム
  - ストリーム数:1
  - 符号化方式:MPEG-1/MPEG-2
  - 最大レート
    - MPEG-1:1.856Mbps以下
    - MPEG-2:7.80Mbps以下
- 音声ストリーム
  - ストリーム数:2
  - 符号化方式:リニアPCM/Dolby Digital (AC-3) /MPEG-1オーディオ/MPEG-2オーディオ
    - 詳細（サンプリング周波数/量子化bit/レート/ch数）※それぞれ最大値
      - リニアPCM:48kHz/非圧縮 (16bits) /1.536Mbps/2ch
      - Dolby Digital (AC-3) :48kHz/圧縮/488kbps/5.1ch
      - MPEG-1 Audio Layer-2:48kHz/圧縮/384kbps/2ch
      - MPEG-2 Audio Layer-2:48kHz/圧縮/912kbps/7.1ch
- 副映像（サブピクチャ）ストリーム
  - ストリーム数:1
  - 符号化方式:ランレングス符号化ビットマップ（2bit/ピクセル）
  - 最大データサイズ:52kB
  - 最大画素数
    - 525/60システム:720×478
    - 625/50システム:720×537

## その他
- VRモードで記録した動画を編集・管理するソフトウェアとして、パナソニックの「DVD-MovieAlbum」が有名である（なお、これはハードウェア付属ソフトウェアとしての限定提供である）。
- 当初はVRモードで録画できる市販メディアはDVD-RAMとDVD-RWに限られていたが、2004年にVR録画に対応したDVD-Rメディアとそれに記録できるDVDレコーダーが登場した（規格上は、規格策定当初から存在していた）。

## 関連する規格
DVD+VR
DVD+RW・DVD+Rメディアで使用するフォーマット。DVD-VRとは関連性がない。DVD-Videoのフォーマットに準拠し、カット編集などを行った後でもDVD-Videoとの互換性を保つのが特長。パソコン向けDVD+RW/+Rドライブを使ってディスクにダイレクト録画・編集できることを売りにリコーが推進したが、ほとんど普及していない。
DVD-SR
デジタル放送などのストリームを記録するためのフォーマット。製品化されていない。
DVD-AR
DVD-Audioフォーマットに準拠した、主に音声を記録するためのレコーディングフォーマット。製品化されていない。
BDAV
BD-R、BD-REなどの書き込み式Blu-ray Discで利用されているアプリケーションフォーマットの一種。
HD DVD-VR (HDVR)
記録型HD DVDで用いられたビデオフォーマット。
HD Rec, AVCREC
ハイビジョン映像がDVDに記録できないDVD-VRの欠点を克服するためのフォーマット。それぞれHD DVD陣営・Blu-ray Disc陣営が採用した。